# Personaggi di Legacy of Kain
Questa lista comprende i personaggi della serie di videogiochi di Legacy of Kain.

## Introdotti inBlood Omen

### Personaggi principali

#### Kain
Un giovane di nobile stirpe, brutalmente assassinato nel cortile di una locanda nei pressi di Coorhagen. Resuscitato da Mortanius come vampiro per ottenere la propria vendetta, è il personaggio cardine di tutta la serie. Le sue decisioni, unitamente a quelle di Raziel, plasmeranno gli avvenimenti della trama in più occasioni.

#### Ariel
Ariel è lo spettro di una guardiana dell'Equilibrio, che aleggia tra i pilastri di Nosgoth. Appare in tutti gli episodi della saga (eccetto Blood Omen 2: Legacy of Kain) e il suo ruolo nel gioco è quello di guida, sia per Raziel sia per Kain. In Blood Omen: Legacy of Kain, viene assassinata da uno degli altri guardiani. L'uccisione di Ariel suscita la collera del suo amante Nupraptor, anch'esso membro del Cerchio e Guardiano della Mente, che scaglia Nosgoth nel caos, cominciando la corruzione dei Pilastri, fulcro dell'equilibrio di quest'ultima. Spettro tormentato dell'ultima Guardiana dell'Equilibrio, Ariel guida Kain verso l'apparente redenzione, comandandogli di uccidere ogni Guardiano rimasto. Considera Kain come principale responsabile delle proprie sofferenze. Nelle prime versioni di Soul Reaver avrebbe dovuto essere Ariel a generare la Mietitrice dello Spirito con la propria anima, in modo che Raziel potesse uccidere Kain.

#### Mortanius
Mortanius apparve la prima volta nell'introduzione di Blood Omen (mentre dannava Malek per il suo fallimento nel proteggere il cerchio): egli ordinò a dei banditi di uccidere il nobile umano Kain, per poi resuscitarlo come vampiro. Mortanius guida Kain tramite la telepatia. Si scopre infine che egli uccise Ariel (sotto il controllo mentale degli Hylden) e condannò il cerchio alla pazzia: decise allora di creare Kain per fargli uccidere il resto dei Guardiani ancora in vita e purificare il Cerchio dei Nove. Alla fine Hash'ak'gik lo trasforma in una bestia demoniaca: l'Entità Oscura. In Defiance si incontra Mortanius e lì si capisce che poté resuscitare Kain grazie al Cuore delle Tenebre, anche se viene spesso interrotto da Hash'ak'gik, in procinto di organizzarsi per far tornare gli Hylden a Nosgoth.

#### Vorador
Vorador è il più potente vampiro mai apparso a Nosgoth. Inoltre Vorador fu il primo essere umano ad essere trasformato in vampiro da Janos Audron come ricompensa per aver forgiato la leggendaria Mietitrice d'Anime. Cinquecento anni prima della comparsa di Kain, egli si scagliò contro gli antesignani dei Sarafan, un ordine di sacerdoti guerrieri manovrati da Moebius dediti all'eliminazione di tutti i vampiri ed al controllo e protezione dei Pilastri, per vendicare la morte del suo sovrano Janos Audron e per i crimini commessi contro la razza dei vampiri, uccidendo in un unico assalto sei membri del cerchio e sconfiggendo Malek (guardiano del pilastro del conflitto e difensore del cerchio nonché uno degli otto paladini Sarafan). Al tempo della trasformazione di Kain, Vorador sarà il signore di una Mansione enorme e sfarzosa. Proprietario di una ricchezza che lo stesso Kain poteva solo sognare. Vorador aiuterà Kain nell'uccisione di Malek, divenuto puro spirito fuso con la propria armatura. Egli verrà poi giustiziato dinnanzi agli occhi di Kain da una folla di umani guidati da Moebius. È tuttavia inspiegabile il fatto che Vorador riappare vivo 400 anni dopo la sua uccisione in Blood Omen 2 dove organizza la resistenza dei vampiri e aiuta Kain ad eliminare il Signore dei Sarafan. Una spiegazione la si può trovare forse negli eventi pensati e poi eliminati durante la programmazione di Legacy of Kain: Defiance, nel quale Kain avrebbe dovuto resuscitare Vorador riunendo la sua testa mozzata al suo cadavere. Secondo quanto affermato dagli autori, Vorador sarebbe stato in grado di uccidere i fratelli mutati di Raziel anche senza l'aiuto dell'ambiente circostante. È doppiato in italiano da Riccardo Rovatti in Soul Reaver 2 e da Marco Balzarotti in Defiance.

#### Moebius
Moebius è il Guardiano del Tempo, inventore della Macchina Tessitrice del Tempo, usata da Kain e Raziel per visitare i vari momenti storici di cui vogliono cambiare il corso. È anche un abile manipolatore, capace di manovrare sia Kain che Raziel per i suoi scopi. All'epoca della corruzione dei Pilastri, manda Kain indietro di 50 anni per consentirgli di uccidere re William il Giusto, prima che diventasse la Nemesi, e fa in modo che la Mietitrice di Kain si scontri con la sua copia passata in mano a William, provocando così uno sconvolgimento che modificherà la Storia: William diventa agli occhi della gente un martire ucciso dai vampiri. Con questo pretesto, Moebius ricostituisce l'Ordine dei Sarafan, portando i vampiri alla quasi completa estinzione. Quando Raziel, nella sua forma spiritica, si presenta da lui, lo inganna spedendolo in un futuro dove gli Hylden dominano il mondo. Lì, Raziel incontra il fantasma di Moebius, deceduto ormai da circa un secolo. In un memorabile dialogo, Raziel gli chiede se è uno spirito o un'illusione generata dai suoi poteri magici e, mostrando la sua bocca mutilata, gli dice "dimentichi che posso scoprirlo con certezza, se te la senti di rischiare", intendendo fargli capire che, se è uno spirito, lui può divorarlo. Moebius allora svanisce e Raziel pensa: "Non credo; e tu in ogni caso perderai.

#### Malek
Malek è l'ultimo dei Sarafan in Blood Omen 1, ed è anche il leader dei sacerdoti-guerrieri che volevano far estinguere i vampiri. È apparso per la prima volta nel flashback che introduceva Blood Omen nell'anno -500; fu sconfitto dal vampiro Vorador, che uccise inoltre sei dei guardiani. Per il suo fallimento Mortanius gli strappò l'anima e la imprigionò nella propria armatura, condannandolo così a proteggere il Cerchio dei Nove come in vita non aveva saputo fare. Ma quella nuova forma gli procurò l'immortalità: una volta sconfitto, infatti, la sua armatura si poteva rimontare all'infinito. Per sconfiggerlo Kain chiese aiuto a Vorador, l'unico che avrebbe potuto ucciderlo.
Malek appare anche in Soul Reaver 2, e si scopre perché non riuscì a proteggere il Cerchio durante l'attacco di Vorador: la colpa fu di Moebius, che lo trattenne troppo durante l'incontro con Raziel "fuori dal tempo". Come Rahab, Malek non attaccò il Rifugio di Janos. In Soul Reaver viene menzionato e si trova anche la sua tomba assieme a quella di Raziel e dei suoi fratelli (essi erano i sette inquisori Sarafan). In Defiance appare una statua che lo raffigura.

#### Nupraptor
Nupraptor è il Guardiano del Pilastro della Mente, ed ha poteri psichici e telecinetici. Era l'amante di Ariel, la Guardiana dell'Equilibrio, e divenne pazzo dopo la sua morte: si cucì gli occhi e la bocca per rinnegarsi dal mondo. Per via della sua forza mentale fece impazzire anche tutti gli altri membri del Cerchio dei Nove, e fu questo a corrompere i Pilastri di Nosgoth.
Nupraptor fu la prima vittima di Kain; assieme a lui il vampiro incontrò anche Malek che intendeva proteggere il Mentalista: questi però lo mandò via, poiché voleva combattere da solo con Kain. Quando quest'ultimo vinse mozzò la testa di Nupraptor per purificare il Pilastro della Mente.

#### Anarcrothe
Membro del Cerchio dei Nove, Anarcrothe è il Guardiano del Pilastro degli Stati. I suoi esperimenti sull'arte dell'alchimia gli hanno procurato molteplici cicatrici sul volto. Prima della corruzione del Cerchio, Anarcothe usò la sua magia per creare il "Dark Eden" assieme agli altri Guardiani Bane e Dejoule. Durante il suo viaggio Kain lo incontrò, ma Anarcrothe invocò Malek e fuggì. Alla fine si confronta con Mortanius e svela tutta la messa in scena del Negromante; durante questa disputa viene ucciso e Kain purifica il Pilastro degli Stati.

#### Bane
Bane è il guardiano del Pilastro della Natura, dà il potere alla flora, alla fauna, alla terra e alle creature. Bane, Dejoule e Anarcrothe crearono il Dark Eden. Quando Kain lo incontrò assieme a Dejoule ebbe dei problemi nell'annientarlo, perché quest'ultimo riusciva a trasformare la terra in acqua (mortale per i vampiri).

#### DeJoule
DeJoule è la Guardiana del Pilastro dell'Energia. Facendo esperimenti sull'energia fisica e del terreno riuscì a farsi proteggere da un'aura che avrebbe ferito chiunque si fosse avvicinato a lei. Per questo motivo creò un mantello di un materiale particolarmente resistente all'energia per bloccare quest'aura. Dopo la corruzione del Cerchio dei Nove, contribuì alla formazione del Dark Eden, grazie anche ai poteri di Bane e Anarcorthe. Kain la eliminò insieme a Bane dal Cerchio dei Nove: Dejoule usò tutta la sua energia contro Kain, ma questa si rivoltò contro di lei.

#### Azimuth
Azimuth è la Guardiana del Pilastro della Dimensione, controlla la città di Avernus nella cattedrale posta al suo centro. Dopo essere stata contagiata dalla pazzia di Nupraptor, durante gli eventi di Blood Omen creò dei portali extra-dimensionali ad Avernus. Kain le strappò dalle mani la macchina-tessitrice del Tempo (grazie ad essa Azimuth poteva evocare creature diverse da altre epoche, tra cui i demoni). Kain li riporterà nel futuro dopo la morte di Aziumth. Azimuth nutriva inoltre il dio Hash'ak'gik tramite dei sacrifici di sangue come viene spiegato nella "Scrittura Oscura" (cioè un libro che si trova nella cattedrale), e grazie alla macchina-tessitrice del Tempo trasferì l'ormai evoluto vampiro Turel, impossessato da Hash'ak'gik, nelle viscere della cattedrale di Avernus (ma questo si scoprirà solo in Defiance).

#### William il Giusto
William è un giovane re poco più anziano di Kain. Inizialmente Moebius trasformò il re in uno zombie re tiranno che si fece chiamare "La Nemesi". William e il suo esercito attaccarono Willenford ed uccisero il suo re, Ottmar, alleato di Kain. Per sconfiggere la Nemesi ed evitare la morte di Ottmar, Kain decide di tornare indietro nel tempo e uccidere William prima della trasformazione. Moebius però, che aveva pianificato tutto, avverte William e gli consegna la Mietitrice d'Anime. Dopo la sua morte prendono il via le crociate contro i vampiri per vendicarlo condotte dallo stesso Moebius. Re William il Giusto, ucciso da un vampiro, ne è il principale movente. Il corpo di William giace nella Fortezza Sarafan, ornato dalla Mietitrice che si spezzò durante il duello con Kain.

#### Re Ottmar
Ottmar, conosciuto anche come il Potente Leone (ed il suo regno il Trono del Leone) è il re di Willenford, tra le città più potenti di Nosgoth. In Blood Omen, Kain si unì all'Esercito dalla Speranza per sconfiggere le legioni della Nemesi. Ottmar tuttavia, inizialmente, non voleva combattere: ogni suo pensiero era rivolto alla figlia, il cui spirito fu racchiuso in una bambola grazie ad un incantesimo del giocattolaio di Willenford. Quando Kain gli restituì la figlia, il vampiro poté combattere assieme a Ottmar, che però verrà ucciso.

#### Elzevir il Costruttore di Bambole
Elzevir è il più abile costruttore di bambole di Nosgoth. Partecipò alla gara indetta da re Ottamar per il compleanno della Principessa, nella quale chi avesse prodotto il giocattolo più bello avrebbe ricevuto in dono qualsiasi cosa da lui chiesta. Elzevir vinse e chiese in dono solo una ciocca di capelli della fanciulla. Il bambolaio usò la ciocca per legare l'anima della Principessa alla bambola con un incantesimo, facendola cadere in uno stato catatonico. Kain lo ucciderà recuperando la bambola permettendo così ai maghi di corte di restituire l'anima alla fanciulla.

#### Irmok il Pazzo
Un folle uomo che viveva a Steinchencroe, uno dei pochi umani che non teme i vampiri.
Kain incontrò Irmok a nord-est di Steinchencroe. Irmok stava mescolando con concentrazione una pentola. Irmok non aveva paura di Kain, ma gli disse che se la gente lo avrebbe visto in modo differente magari non sarebbe stata tanto ostile con lui. Quel gioco di parole era per aiutare Kain nel dire di imparare a usare una magia per fargli cambiare forma, infatti poco dopo in un accampamento zingaro lui impara a usare la Forma Travestimento a surd di Wasserbunde. Tale forma lo feceva sembrare un contadino umano.

### Personaggi minori

#### Antichi Vampiri Alati
Erano le creature più nobili e pure di Nosgoth, di bellezza senza pari. Quando gli Hylden arrivarono a Nosgoth e si rifiutarono di sottomettersi alla Ruota del Destino, il Dio Anziano (di cui nessuno conosceva l'aspetto) li incitò a combattere gli invasori. Dopo una estenuante guerra durata circa un millennio, l'antica razza bandí per sempre gli Hylden in un'altra dimensione. Eressero così i nove Pilastri, sorretti da altrettanti Guardiani, affinché i loro nemici non potessero far ritorno a Nosgoth. Gli Hylden, prima di essere banditi, lanciarono sugli Antichi una maledizione che li rese immortali ma sterili ed assetati di sangue. Essendo divenuti immortali e quindi esclusi dalla Ruota del Destino, il Dio Anziano li abbandonò (le loro anime non potevano più nutrirlo) gettandoli nella più cupa disperazione. In molti si suicidarono in massa per potersi riunire alla Ruota del Destino. L'antica razza profetizzò quindi un salvatore. La progressiva scomparsa degli antichi lasciava i Pilastri rimasti senza Guardiani, e fu in questo periodo che iniziarono a "vampirizzare" alcuni umani. Gli antichi adottavano o rapivano i guardiani umani e li trasformavano in vampiri, poiché gli umani non sono in grado di sorreggere il potere dei Pilastri. Moebius e Mortanius, due guardiani umani, si ribellarono e furono i principali responsabili della caduta degli Antichi. La loro guerra contro i vampiri lasciò pochissimi superstiti: l'unico Antico a sopravvivere fu Janos Audron, custode della Mietitrice d'Anime.

#### Servitori di Vorador
Dall'aspetto affascinante, curato, sfarzoso, l'espressione più intensa di vanità e vezzo. Ma in realtà semplicemente gli animaletti di Vorador, facili prede per le sue fauci, soggiogati dal suo volere. Abitano nella Mansione di Vorador e sono violenti con i visitatori.

## Introdotti inBlood Omen 2

### Personaggi principali

#### Umah
È un membro dei Cabal, una resistenza vampirica contro il ricostituito ordine dei Sarafan e figlia vampira di Vorador. Si è occupata di Kain per 200 anni durante il suo sonno e lo ha guidato, in seguito, fino al santuario dei Cabal. Dopo aver scoperto il luogo in cui era custodita la Pietra di Unione viene catturata dai cavalieri Sarafan, ma Kain riesce a liberarla. In seguito, nel porto, Umah tradisce Kain e gli ruba la Pietra di Unione, temendo che questi voglia dominare in futuro l'intera Nosgoth e schiavizzare il resto dei vampiri. Kain la ritrova più avanti barcollante e ferita: uccide allora i Sarafan che la stavano attaccando, e quando lei gli chiede un po' di sangue per poter sopravvivere, Kain la uccide. "Potevi essere la mia regina, ma ora mi hai lasciato solo" mormora il vampiro, troppo orgoglioso per perdonarle il suo tradimento.
Inizialmente, durante la programmazione di Defiance, Umah doveva apparire da umana come possibile sacerdotessa dei vampiri.

#### Faustus
Faustus è il primo vampiro traditore che incontra Kain, in un luogo di Meridian denominato "La Tana". Prima dello scontro con Kain gli rivela di essersi alleato con il Signore dei Sarafan per avere maggior potere, e che ha condotto alla morte molti altri vampiri. Kain lo uccide con il fuoco in una specie di fornace, e riceve il suo Dono Oscuro del Salto, che gli permette di spiccare enormi balzi da una piattaforma ad un'altra.

#### Marcus
Vecchio legionario di Kain con spiccate abilità psichiche. Si dichiara nemico di Kain da sempre e sogna di prendere il suo posto come leader indiscusso dei vampiri. Ostacolerà Kain nella sua ricerca del Vescovo di Meridian. Quando Kain arriva alla cattedrale il Vescovo è manipolato da Marcus che sfida Kain nella chiesa, ma quest'ultimo lo sconfigge stordendolo prima con il suono delle campane e infine a colpi di spada, nonostante Marcus si renda spesso invisibile. Con la sua morte Kain riceve il suo dono oscuro della "Malia", grazie al quale sarà in grado di controllare la mente di alcuni umani facilmente suggestionabili.

#### Sebastian
Kain lo incontra nelle prime fasi di gioco, pur non riconoscendolo (era anch'egli un suo servitore). Nel quartiere industriale si incontrano di nuovo e si scopre che ora lavora per il Signore del Sarafan, e che per ordine suo deve sorvegliare la Pietra di Unione. Quando affronterà Kain userà delle trappole azionate da un umano tra cui i vapori, ma quando si vede quasi sconfitto intende distruggere la pietra, pur di non farla cadere nelle mani di Kain. Quest'ultimo tuttavia riesce ad ucciderlo gettandolo nel vapore. Dopo la sua morte ottiene il Dono Oscuro della "Ferocità".

#### Magnus
Magnus era un ex-luogotenente di Kain, il più forte ed il più fidato. I due si incontrano nella Prigione Eterna, luogo dove chi ha commesso atti contro leggi divine sconta i suoi peccati. Inizialmente non si riconoscono, Magnus è sfigurato e deforme e Kain dato per morto da ben due secoli. Kain lo incontra varie volte all'interno della Prigione Eterna ma l'immunità all'acqua e al fuoco di Magnus, sviluppata in seguito alle torture subite nella prigione, lo rende invulnerabile agli attacchi di Kain. All'uscita della Prigione finalmente ha luogo lo scontro, e Kain lo sconfigge facendogli cadere addosso una gigantesca statua di Moebius. È solo allora che i due si riconoscono, e Magnus gli giura allora di non averlo mai tradito, ma di aver solo lasciato l'accampamento di nascosto per uccidere personalmente il Signore dei Sarafan: venne però sconfitto e imprigionato nella Prigione Eterna. Magnus infine chiede a Kain di liberarlo da quella tortura e di donargli la morte. Kain acconsente e riceve il dono oscuro Immolazione, con cui può sconfiggere un avversario in un sol colpo, incenerendolo.

#### La Veggente
La Veggente è una potente creatura (probabilmente una Hylden sopravvissuta alla cacciata) che viene raggiunta da Kain su ordine di Vorador, poiché solo lei è a conoscenza di determinati particolari riguardanti "La Macchina", costruita dagli Hylden per distruggere Nosgoth. La creatura, dopo aver donato a Kain il potere della telecinesi, lo teletrasporta proprio all'ingresso della Macchina quando si accorge che la sua dimora è attaccata e data alle fiamme dai Sarafan. Accetta comunque il suo destino, senza opporre alcuna resistenza.

#### La Bestia
Questa imponente Bestia viene raggiunta da Kain all'ingresso della Macchina, alimentata proprio dalle forze di questo animale. Durante il loro primo incontro rivela a Kain di essere stato catturato dagli Hylden per permettere al gigantesco meccanismo di poter funzionare, e decide di aiutare il vampiro a distruggere la Macchina stessa per poter tornare libero. Lo invia quindi nella Prigione Eterna, luogo in cui si trova l'Artefice, colui che costruì in tempi antichi la Macchina ed unico individuo a conoscere il modo in cui può essere distrutta. Alla fine Kain scoprirà che la Bestia altri non è che Janos Audron, imprigionato e trasformato dagli Hylden.

### Altri personaggi

#### L'Artefice
Fu lui, un Hylden, a costruire "La Macchina" in un'era passata, e proprio a causa di questo ora si trova a scontare i suoi peccati nella Prigione Eterna. Raggiunto da Kain, gli rivela della guerra durata oltre mille anni tra Antica Razza ed Hylden, ma soprattutto che questi ultimi catturarono un nemico in grado di distruggere ogni creatura vivente solo con la forza del pensiero: La Massa, un gigantesco animale. Per distruggere la Macchina Kain dovrà quindi uccidere La Massa, vulnerabile al sangue dello stesso Artefice. Il vampiro beve dunque il suo sangue e, infine, pone fine alle sue sofferenze, uccidendolo.

#### La Massa
La Massa è un gigantesco animale (simile ad una medusa) che viene utilizzata dagli Hylden allo scopo di distruggere ogni creatura vivente di Nosgoth: ne sarebbe infatti capace con la sola forza del pensiero. Pur essendo così potente, la Massa altri non è che proprio un animale, quindi con un'intelligenza limitata, e come una medusa fluttua all'interno di un'enorme stanza. Kain, superate le guardie Hylden, riesce ad avvelenarla ed ucciderla facendole cadere addosso alcune gocce del suo sangue, ormai mischiato a quello dell'Artefice.

#### Il Vescovo di Meridian
Dubbioso circa l'esistenza di Dio, decide di appoggiare la causa dei Cabal, attratto dall'idea di poter divenire anche lui immortale. Dopo la morte di Marcus, che gli impediva di dare informazioni utili a Kain, rivela allo stesso Kain un'entrata segreta per accedere alla Fortezza dei Sarafan, luogo nel quale Umah era imprigionata.

#### Thug
Ladri che infestano i quartieri poveri di Meridian, questi banditi sono i primi avversari che Kain deve affrontare dopo il risveglio.

#### Predoni
Banditi, prevalentemente donne, che attaccano le carovane e le postazioni Sarafan nei canyon fuori Meridian.

## Introdotti inLegacy of Kain: Soul Reaver

### Personaggi principali

#### Raziel
Primo "figlio" e Luogotenente di Kain, sarà anche il primo a mostrare i segni dell'evoluzione incombente su tutti i suoi fratelli. Gettato nell'Abisso riesce misteriosamente a sopravvivere, perdendo la propria natura vampirica per assumere la sua vera identità: divoratore di anime.

#### Dio Anziano
Appare per la prima volta in Soul Reaver, dopo la caduta di Raziel nel Lago dei Morti. Si presenta sotto la forma di un'enorme piovra deforme, dotata di molteplici occhi e di tentacoli che si estendono nel terreno. Il suo compito è quello di far girare la Ruota del Destino, permettendo la morte e la rinascita di tutte le creature viventi. Siccome Kain ha ucciso o trasformato in vampiri quasi tutti gli umani, le anime non possono rientrare nella Ruota, e per questo il Dio Anziano è adirato e decide di approfittare della trasformazione di Raziel per mandarlo ad uccidere Kain. In Soul Reaver 2 Raziel, dopo aver scoperto che i suoi poteri non gli sono stati dati dal Dio, si ribella, e in Defiance il Dio Anziano cerca di imprigionarlo nel Regno Spettrale, chiudendo i Portali che gli permettevano di passare nel Regno Materiale, ma egli riesce nell'intento reincarnandosi, sfruttando dei cadaveri. Viene sconfitto da Kain quando la Mietitrice d'Anime assorbe Raziel.

#### Melchiah
Melchiah appare per la prima volta nell'introduzione di Soul Reaver come Luogotenente di Kain. È il leader del clan Melchiahim ed è uno dei cinque fratelli di Raziel. È stato l'ultimo ad essere resuscitato ed è anche il meno potente tra tutti i fratelli. Vive nelle antiche Catacombe a nord-ovest dell'Abisso. Si è evoluto in una enorme massa di carne putrefatta: la sua anima non è in grado infatti di sostenere la carne, che mantiene ancora molta della fragilità umana, costringendolo quindi a mangiare la carne e usare la pelle delle sue vittime invece che limitarsi a succhiarne il sangue. Il suo potere, durante l'evoluzione, è comunque aumentato, tanto da riuscire a passare nel regno spettrale a suo piacimento ed attraversare i cancelli anche nel mondo materiale. Quando Raziel lo uccide, tritando il suo corpo con una pressa dentata, guadagna il suo dono oscuro di passare appunto attraverso le grate, ma solo nel Regno Spettrale. Melchiah appare anche in Soul Reaver 2 ma in versione umana, nel passato, come Cavaliere Sarafan. Partecipò all'uccisione di Janos Audron nel suo rifugio. Fu sconfitto dal Raziel del futuro, e così Raziel capì che proprio lui aveva ucciso i suoi fratelli e se stesso da umano.

#### Zephon
Zephon appare per la prima nell'introduzione di Soul Reaver come Luogotenente di Kain. È il leader del clan Zephonim. Si è evoluto in un enorme mostro insettoide: dimorando nella Cattedrale Silenziosa, è divenuto una vera e propria "parte" di essa, ed è impossibilitato a muoversi o abbandonarla. Raziel lo uccide incendiando le sue uova e lanciandogliele contro, guadagnando il dono oscuro di arrampicarsi sui muri (ma solo su quelli ruvidi, e solo nel Regno Materiale). Zephon appare anche in Soul Reaver 2, ma in forma umana. È uno dei leader dei Sarafan e assale il rifugio di Janos Audron per ucciderlo. Il Raziel del futuro lo uccide insieme al resto dei suoi fratelli.

#### Rahab
Rahab è uno dei sei luogotenenti di Kain che appare per la prima volta nell'introduzione di Soul Reaver. È il leader del clan Rahabim. A differenza degli altri suoi fratelli, lui è da sempre vulnerabile alla luce solare (tanto che Raziel lo chiama "disadattato"), ma immune all'acqua. Si è infatti evoluto in un mostro marino. Raziel lo uccide distruggendo le finestre che circondano la stanza, facendo così entrare la luce solare all'interno. Raziel, con la sua morte, ottiene il dono oscuro del nuoto. Rahab appare anche in Soul Reaver 2. È un Sarafan, e la sua armatura è decorata da due cavallucci marini (per ironia della sorte diventerà proprio un vampiro acquatico). Non attaccò il rifugio di Janos assieme ai suoi fratelli, ma rimase con Malek. Viene ucciso da Raziel del futuro, per poi essere resuscitato come vampiro da Kain.

#### Dumah
Dumah appare per la prima volta nell'introduzione di Soul Reaver come luogotenente di Kain. È il leader del clan Dumahim, ed ha gettato Raziel nell'abisso assieme a Turel per ordine di Kain. Si è evoluto in un gigante con una forza fisica straordinaria, con dell'acciaio al posto della pelle. Incredibilmente orgoglioso e superbo, fu trafitto nel suo trono dai cacciatori di vampiri e il suo spirito finisce nel limbo del Regno spettrale. Quando Raziel lo trova deve prima liberarlo da svariate lance, riportandolo in vita per ucciderlo (bruciandolo vivo in una enorme fornace). Riportato in vita con arroganza arriva addirittura ad affermare che nemmeno Kain potrebbe batterlo. Con la sua morte riceve il suo dono oscuro del "comprimere". Tale dono tuttavia non dura a lungo: nei successivi episodi, infatti, Raziel non potrà usarlo.

#### Turel
Turel appare per la prima volta nell'introduzione di Soul Reaver come luogtenete di Kain: fu lui, assieme a Dumah, a gettare Raziel nell'abisso. Non appare più in Soul Reaver, a parte il suo nome sulla Tomba dei Sarafan, ma manda il suo unico vero figlio, Morlock, a sorvegliare la stessa Tomba. Turel appare anche in Soul Reaver 2 come Sacerdote Sarafan, uno tra i migliori assassini di vampiri. Viene ucciso in forma umana dal Raziel del futuro, e poi definitivamente in Defiance, all'interno della Cattedrale di Avernus (controllato il più delle volte da Hash'ak'gik, dopo che l'evoluzione lo aveva portato ad assumere la forma di un enorme pipistrello).

#### Morlock
Morlock, discendente del clan Turelim, viene posto da Turel stesso a guardia della Tomba dei Sarafan (è utile ricordare che Turel si trova in un'altra epoca, trasportato grazie alla Macchina tessitrice del Tempo). Come tutti i vampiri di questa stirpe possiede grandi orecchie, agilità e la capacità di sparare proiettili telecinetici (dono che Raziel otterrà proprio grazie alla morte di Morlock). In origine, "Morlock" era il nome in codice che i programmatori avevano dato a Turel stesso, quando ancora i nomi non erano definitivi.

### Altri personaggi

#### Razielim
Erano i vampiri discendenti da Raziel. Dopo l'esecuzione di Raziel per volere di Kain, l'intero clan fu a sua volta sterminato. Non se ne conosce quindi l'aspetto assunto in secoli di evoluzione.

#### Dumahim
Discendenti di Dumah, vagano per molte zone di Nosgoth senza guida. Il loro Clan si è disperso dopo la sconfitta di Dumah ad opera dei cacciatori di vampiri. La maggior parte di loro si trova nella Fortezza Dumahim, ma Raziel ne trova alcuni anche nel suo castello in rovina e nel Santuario dei Clan. I più anziani e pericolosi si distinguono dagli altri per le dimensioni fisiche e gli occhi rossi.

#### Melchiahim
I figli di Melchiah, deboli quasi come umani, ma deformi e mostruosi. Abitano le rovine del rifugio di Nupraptor e le catacombe, dalle quali ricavano il principale sostentamento: cadaveri. Come Melchiah, sono costretti a divorare carne per rigenerarsi. I più anziani e pericolosi si distinguono dagli altri per le dimensioni fisiche e gli occhi rossi.

#### Zephonim
I discendenti di Zephon, vampiri ragneschi capaci di arrampicarsi ovunque e tessere tela con la quale intrappolano le prede in bozzoli. Sono estremamente vulnerabili al suono. I più anziani e pericolosi si distinguono dagli altri per le dimensioni fisiche e gli occhi rossi.

#### Rahabim
I figli di Rahab, vampiri acquatici estremamente vulnerabili alla luce solare. Vivono nell'Abbazia Sommersa e nei sotterranei allagati del castello di Raziel. I più anziani e pericolosi si distinguono dagli altri per le dimensioni fisiche, gli occhi rossi e la capacità di lanciare proiettili telecinetici.

#### Turelim
I figli di Turel, simili a giganteschi pipistrelli senza ali, esperti telecineti. Compaiono negli ultimi atti della vicenda, nella Caverna dell'Oracolo. I più anziani e pericolosi si distinguono dagli altri per le dimensioni fisiche e gli occhi rossi.

#### Spettri di vampiri
Anime di vampiri impalati troppo a lungo, come Dumah, capaci di muoversi nel Piano Spettrale e affamati di anime, non più di sangue.

#### Vampiri resuscitati
Vampiri impalati che Raziel può liberare ed uccidere.

#### Cacciatori di vampiri
Umani che vogliono sottrarsi al giogo vampirico, vivono prevalentemente nella cittadella ma si possono incontrare nei pressi di molte roccaforti vampiriche.

#### Adoratori
Umani che venerano i vampiri come divinità, attratti dalla promessa dell'immortalità. Attaccano Raziel considerandolo "eretico", in quanto ha infranto la legge di Kain.

#### Sluagh
Abitanti del Piano Spettrale, divorano famelicamente ogni anima errante.

## Introdotti inSoul Reaver 2

### Personaggi principali

#### Janos Audron
Si tratta di uno dei più antichi vampiri della storia di Nosgoth, nonché l'ultimo superstite dell'Antica Razza. Il suo aspetto è palesemente angelico, fatta eccezione per i capelli corvini, la pelle bluastra, le ali piumate nere, gli arti vampireschi (vale a dire le gambe e le braccia dotate di tre grossi artigli al posto di cinque dita) e una specie di toga come vestito. A differenza di Kain e del suo "progenitore" Vorador, egli è molto più magnanimo e comprensivo nei confronti degli umani, nonostante essi rappresentino una minaccia per la sua stessa esistenza. Nella fase più antica della sua vita, solo raccontata nella serie, Janos partecipò alla leggendaria guerra durata mille anni tra i vampiri e gli Hylden, al termine della quale gli Hylden vennero inviati in un'altra dimensione e lì confinati grazie alla costruzione dei Pilastri di Nosgoth. Egli diviene inoltre custode della Mietitrice. Durante le crociate dei Sarafan, viene ucciso dal Sarafan Raziel, poi destinato a divenire vampiro luogotenente di Kain. Egli viene privato dall'umano del proprio cuore, reliquia che assumerà valore leggendario e denominata Cuore delle Tenebre: verrà utilizzata da Mortanius per far rinascere Kain come vampiro. Ad ogni modo il cadavere di Janos Audron, privato del cuore ma non destinato e deperire, viene custodito gelosamente dal vampiro Vorador; dopo cinquecento anni Raziel, questa volta nella forma di spettro, lo riporta in vita restituendogli il Cuore delle Tenebre, strappato dal petto di Kain in un duello decisivo nella cattedrale di Avernus. Tuttavia dopo un colloquio con Raziel, il leader degli Hylden, Hash'ak'gik, si impossessa di Janos: questo avviene in parallelo alla decisione del giovane Kain di non uccidersi condannando alla distruzione i Pilastri e Nosgoth e permettendo agli Hylden di aprire un varco dalla dimensione in cui erano confinati. Janos "indemoniato" venne sconfitto in duello da Raziel, ma rifiutando di finire Janos, Hash'Ak'Gik finisce Raziel e si lancia alla conquista di Nosgoth. Di qui si dipana la trama di Blood Omen 2, in cui il corpo di Janos Audron, o meglio il suo sangue, viene utilizzato dagli Hylden per nutrire l'essere chiamato La Massa che mantiene aperto il varco dimensionale tra la prigione degli Hylden e Nosgoth. Dopo essere stato liberato da Kain, Janos lo aiuta nella battaglia contro gli Hylden ma nello scontro finale tra Kain e il Signore dei Sarafan dominato dal capo degli Hylden egli viene scaraventato nell'abisso e intrappolato nella dimensione degli Hylden. Appare in quasi tutti gli episodi della saga (tranne che in Blood Omen e Soul Reaver anche se in Blood Omen viene nominato) ma gli viene data maggiore importanza in Legacy of Kain: Soul Reaver 2 e Legacy of Kain: Defiance. È doppiato in inglese da Rene Auberjonois e in italiano da Riccardo Rovatti in Soul Reaver 2 e Blood Omen 2 e da Claudio Beccari in Defiance.